# Championnat du monde junior masculin de handball 2017
Navigation
Brésil 2015 Espagne 2019
La 21e édition du Championnat du monde junior masculin de handball a lieu du 18 au 30 juillet 2017 et est organisée en Algérie.
Après cinq défaites en finales, l'Espagne remporte son premier titre dans la compétition en s'imposant en finale face au Danemark. La France, tenante du titre, complète le podium.

## Organisation
Dans la première phase de la compétition, 24 équipes sont placées dans 4 groupes de 6 équipes. Les 4 premières équipes de chaque groupe sont ensuite qualifiées pour la phase à élimination directe, depuis les huitièmes de finale jusqu'à la finale du tournoi.
Pour déterminer le classement final de chaque équipe, toutes les équipes disputent les matchs, même celles éliminées lors du premier tour, disputent une phase de classement : en parallèle de la phase à élimination servant à déterminer le vainqueur de la compétition, les équipes éliminées disputent une phase identique servant à déterminer les place de 17 à 24. Ainsi, toute place finale est déterminée par un match.

## Tour préliminaire

### Groupe A
|   | Équipe       | Pts | J | G | N | P | Bp  | Bc  | Diff |
| - | ------------ | --- | - | - | - | - | --- | --- | ---- |
| 1 | Allemagne    | 10  | 5 | 5 | 0 | 0 | 185 | 128 | 57   |
| 2 | Norvège      | 8   | 5 | 4 | 0 | 1 | 160 | 122 | 38   |
| 3 | Hongrie      | 6   | 5 | 3 | 0 | 2 | 154 | 132 | 22   |
| 4 | Îles Féroé   | 4   | 5 | 2 | 0 | 3 | 126 | 145 | -19  |
| 5 | Corée du Sud | 2   | 5 | 1 | 0 | 4 | 151 | 176 | -25  |
| 6 | Chili        | 0   | 5 | 0 | 0 | 5 | 121 | 194 | -73  |

| 18 juillet 2017 10h00 | Allemagne | 25–21   | Hongrie | La Coupole, Alger Affluence : 200 Arbitrage : Brkic, Jusufhodzic |
| 18 juillet 2017 10h00 | Mertens 8 | (11–12) | Győri 6 | La Coupole, Alger Affluence : 200 Arbitrage : Brkic, Jusufhodzic |
| 18 juillet 2017 10h00 | ×2 ×8 ×1  | Rapport | ×2 ×6   | La Coupole, Alger Affluence : 200 Arbitrage : Brkic, Jusufhodzic |

| 18 juillet 2017 12h00 | Norvège     | 31–29   | Corée du Sud | La Coupole, Alger Affluence : 200 Arbitrage : Volodkov, Zotin |
| 18 juillet 2017 12h00 | Gulliksen 8 | (13–13) | Kim Y. 8     | La Coupole, Alger Affluence : 200 Arbitrage : Volodkov, Zotin |
| 18 juillet 2017 12h00 | ×4 ×3       | Rapport | ×2 ×3        | La Coupole, Alger Affluence : 200 Arbitrage : Volodkov, Zotin |

| 18 juillet 2017 14h00 | Îles Féroé | 31–28   | Chili    | La Coupole, Alger Affluence : 200 Arbitrage : Belkhiri, Hamidi |
| 18 juillet 2017 14h00 | Johansen 5 | (14–12) | Gómez 11 | La Coupole, Alger Affluence : 200 Arbitrage : Belkhiri, Hamidi |
| 18 juillet 2017 14h00 | ×2 ×6      | Rapport | ×1 ×5    | La Coupole, Alger Affluence : 200 Arbitrage : Belkhiri, Hamidi |

| 20 juillet 2017 16h00 | Hongrie | 22–31   | Norvège         | La Coupole, Alger Affluence : 300 Arbitrage : Alves, Magalhães |
| 20 juillet 2017 16h00 | Győri 6 | (13–20) | Schoenningsen 6 | La Coupole, Alger Affluence : 300 Arbitrage : Alves, Magalhães |
| 20 juillet 2017 16h00 | ×2 ×6   | Rapport | ×3 ×9           | La Coupole, Alger Affluence : 300 Arbitrage : Alves, Magalhães |

| 20 juillet 2017 18h00 | Chili        | 25–51   | Allemagne       | La Coupole, Alger Affluence : 300 Arbitrage : Al-Mawt, Marhoon |
| 20 juillet 2017 18h00 | Hernández 11 | (10–26) | trois joueurs 6 | La Coupole, Alger Affluence : 300 Arbitrage : Al-Mawt, Marhoon |
| 20 juillet 2017 18h00 | ×3 ×4 ×1     | Rapport | ×3              | La Coupole, Alger Affluence : 300 Arbitrage : Al-Mawt, Marhoon |

| 20 juillet 2017 20h00 | Corée du Sud    | 27–28   | Îles Féroé | La Coupole, Alger Affluence : 400 Arbitrage : Konjičanin, Konjičanin |
| 20 juillet 2017 20h00 | trois joueurs 4 | (12–16) | Jakobsen 6 | La Coupole, Alger Affluence : 400 Arbitrage : Konjičanin, Konjičanin |
| 20 juillet 2017 20h00 | ×3              | Rapport | ×3         | La Coupole, Alger Affluence : 400 Arbitrage : Konjičanin, Konjičanin |

| 21 juillet 2017 16h00 | Allemagne         | 48–33   | Corée du Sud | La Coupole, Alger Affluence : 500 Arbitrage : Pétursson, Sigurjónsson |
| 21 juillet 2017 16h00 | Mertens, Semper 9 | (25–13) | Kim T. 5     | La Coupole, Alger Affluence : 500 Arbitrage : Pétursson, Sigurjónsson |
| 21 juillet 2017 16h00 | ×3 ×8             | Rapport | ×1 ×4        | La Coupole, Alger Affluence : 500 Arbitrage : Pétursson, Sigurjónsson |

| 21 juillet 2017 18h00 | Norvège     | 29–23   | Îles Féroé | La Coupole, Alger Affluence : 300 Arbitrage : Belkhiri, Hamidi |
| 21 juillet 2017 18h00 | Gulliksen 6 | (15–8)  | Jakobsen 7 | La Coupole, Alger Affluence : 300 Arbitrage : Belkhiri, Hamidi |
| 21 juillet 2017 18h00 | ×4          | Rapport | ×1 ×4      | La Coupole, Alger Affluence : 300 Arbitrage : Belkhiri, Hamidi |

| 21 juillet 2017 20h00 | Hongrie  | 39–23   | Chili       | La Coupole, Alger Affluence : 200 Arbitrage : Krichen, Makhlouf |
| 21 juillet 2017 20h00 | Fekete 6 | (18–13) | Hernández 6 | La Coupole, Alger Affluence : 200 Arbitrage : Krichen, Makhlouf |
| 21 juillet 2017 20h00 | ×2 ×3    | Rapport | ×1 ×3       | La Coupole, Alger Affluence : 200 Arbitrage : Krichen, Makhlouf |

| 23 juillet 2017 16h00 | Norvège  | 41–16   | Chili           | La Coupole, Alger Affluence : 350 Arbitrage : Akpatsa, Assignon |
| 23 juillet 2017 16h00 | Hauane 9 | (17–11) | trois joueurs 3 | La Coupole, Alger Affluence : 350 Arbitrage : Akpatsa, Assignon |
| 23 juillet 2017 16h00 | ×2       | Rapport | ×3              | La Coupole, Alger Affluence : 350 Arbitrage : Akpatsa, Assignon |

| 23 juillet 2017 18h00 | Îles Féroé       | 21–29   | Allemagne       | La Coupole, Alger Affluence : 400 Arbitrage : Belkhiri, Hamidi |
| 23 juillet 2017 18h00 | quatre joueurs 3 | (12–9)  | trois joueurs 5 | La Coupole, Alger Affluence : 400 Arbitrage : Belkhiri, Hamidi |
| 23 juillet 2017 18h00 | ×3 ×5            | Rapport | ×2 ×6           | La Coupole, Alger Affluence : 400 Arbitrage : Belkhiri, Hamidi |

| 23 juillet 2017 20h00 | Corée du Sud | 30–40   | Hongrie     | La Coupole, Alger Affluence : 300 Arbitrage : Krichen, Makhlouf |
| 23 juillet 2017 20h00 | Kim J. 7     | (15–20) | Ligetvári 9 | La Coupole, Alger Affluence : 300 Arbitrage : Krichen, Makhlouf |
| 23 juillet 2017 20h00 | ×1 ×2        | Rapport | ×3 ×12      | La Coupole, Alger Affluence : 300 Arbitrage : Krichen, Makhlouf |

| 24 juillet 2017 16h00 | Corée du Sud | 32–29   | Chili   | La Coupole, Alger Affluence : 400 Arbitrage : Belkhiri, Hamidi |
| 24 juillet 2017 16h00 | Kim J. 8     | (19–14) | López 6 | La Coupole, Alger Affluence : 400 Arbitrage : Belkhiri, Hamidi |
| 24 juillet 2017 16h00 | ×1 ×3        | Rapport | ×3 ×6   | La Coupole, Alger Affluence : 400 Arbitrage : Belkhiri, Hamidi |

| 24 juillet 2017 18h00 | Îles Féroé | 23–32   | Hongrie | La Coupole, Alger Affluence : 400 Arbitrage : Alves, Magalhães |
| 24 juillet 2017 18h00 | Hansen 5   | (12–18) | Győri 8 | La Coupole, Alger Affluence : 400 Arbitrage : Alves, Magalhães |
| 24 juillet 2017 18h00 | ×3 ×5 ×1   | Rapport | ×2 ×1   | La Coupole, Alger Affluence : 400 Arbitrage : Alves, Magalhães |

| 24 juillet 2017 20h00 | Allemagne | 32–28   | Norvège      | La Coupole, Alger Affluence : 800 Arbitrage : Gasmi, Gasmi |
| 24 juillet 2017 20h00 | Golla 7   | (14–16) | Fredriksen 6 | La Coupole, Alger Affluence : 800 Arbitrage : Gasmi, Gasmi |
| 24 juillet 2017 20h00 | ×2 ×4     | Rapport | ×2 ×5 ×1     | La Coupole, Alger Affluence : 800 Arbitrage : Gasmi, Gasmi |

### Groupe B
|   | Équipe   | Pts | J | G | N | P | Bp  | Bc  | Diff |
| - | -------- | --- | - | - | - | - | --- | --- | ---- |
| 1 | France T | 9   | 5 | 4 | 1 | 0 | 154 | 120 | 34   |
| 2 | Slovénie | 9   | 5 | 4 | 1 | 0 | 145 | 126 | 19   |
| 3 | Danemark | 6   | 5 | 3 | 0 | 2 | 147 | 134 | 13   |
| 4 | Suède    | 4   | 5 | 3 | 0 | 2 | 138 | 143 | -5   |
| 5 | Égypte   | 2   | 5 | 1 | 0 | 4 | 130 | 154 | -24  |
| 6 | Qatar    | 0   | 5 | 0 | 0 | 5 | 117 | 154 | -37  |

| 18 juillet 2017 16h00 | France       | 36–30   | Égypte  | La Coupole, Alger Affluence : 300 Arbitrage : Alves, Magalhães |
| 18 juillet 2017 16h00 | Richardson 6 | (16–15) | Abdou 7 | La Coupole, Alger Affluence : 300 Arbitrage : Alves, Magalhães |
| 18 juillet 2017 16h00 | ×3 ×2        | Rapport | ×4 ×2   | La Coupole, Alger Affluence : 300 Arbitrage : Alves, Magalhães |

| 18 juillet 2017 18h00 | Danemark        | 30–33   | Slovénie        | La Coupole, Alger Affluence : 400 Arbitrage : Álvarez, Bustamente |
| 18 juillet 2017 18h00 | Augustinussen 8 | (11–15) | trois joueurs 7 | La Coupole, Alger Affluence : 400 Arbitrage : Álvarez, Bustamente |
| 18 juillet 2017 18h00 | ×1 ×7           | Rapport | ×2 ×7           | La Coupole, Alger Affluence : 400 Arbitrage : Álvarez, Bustamente |

| 18 juillet 2017 20h00 | Qatar    | 21–22   | Suède     | La Coupole, Alger Affluence : 300 Arbitrage : Erdoğan, Özdeniz |
| 18 juillet 2017 20h00 | Dhiab 9  | (10–12) | Hansson 6 | La Coupole, Alger Affluence : 300 Arbitrage : Erdoğan, Özdeniz |
| 18 juillet 2017 20h00 | ×2 ×7 ×1 | Rapport | ×1 ×6     | La Coupole, Alger Affluence : 300 Arbitrage : Erdoğan, Özdeniz |

| 19 juillet 2017 16h00 | Égypte  | 20–26   | Danemark        | La Coupole, Alger Affluence : 300 Arbitrage : Volodkov, Zotin |
| 19 juillet 2017 16h00 | Abdou 7 | (11–15) | Augustinussen 9 | La Coupole, Alger Affluence : 300 Arbitrage : Volodkov, Zotin |
| 19 juillet 2017 16h00 | ×2 ×6   | Rapport | ×3              | La Coupole, Alger Affluence : 300 Arbitrage : Volodkov, Zotin |

| 19 juillet 2017 18h00 | Suède           | 28–31   | France | La Coupole, Alger Affluence : 500 Arbitrage : Pétursson, Sigurjónsson |
| 19 juillet 2017 18h00 | trois joueurs 5 | (19–19) | Mem 8  | La Coupole, Alger Affluence : 500 Arbitrage : Pétursson, Sigurjónsson |
| 19 juillet 2017 18h00 | ×3 ×4           | Rapport | ×2 ×4  | La Coupole, Alger Affluence : 500 Arbitrage : Pétursson, Sigurjónsson |

| 19 juillet 2017 20h00 | Slovénie      | 31–23   | Qatar   | La Coupole, Alger Affluence : 300 Arbitrage : Konjičanin, Konjičanin |
| 19 juillet 2017 20h00 | Knavs, Vlah 6 | (15–12) | Heiba 8 | La Coupole, Alger Affluence : 300 Arbitrage : Konjičanin, Konjičanin |
| 19 juillet 2017 20h00 | ×3 ×6         | Rapport | ×2      | La Coupole, Alger Affluence : 300 Arbitrage : Konjičanin, Konjičanin |

| 21 juillet 2017 10h00 | France  | 22–22   | Slovénie | La Coupole, Alger Affluence : 400 Arbitrage : Jørum, Kleven |
| 21 juillet 2017 10h00 | Lenne 6 | (12–12) | Cvetko 5 | La Coupole, Alger Affluence : 400 Arbitrage : Jørum, Kleven |
| 21 juillet 2017 10h00 | ×2      | Rapport | ×2 ×4    | La Coupole, Alger Affluence : 400 Arbitrage : Jørum, Kleven |

| 21 juillet 2017 12h00 | Danemark        | 36–26   | Qatar   | La Coupole, Alger Affluence : 300 Arbitrage : Alves, Magalhães |
| 21 juillet 2017 12h00 | trois joueurs 5 | (19–13) | Heiba 7 | La Coupole, Alger Affluence : 300 Arbitrage : Alves, Magalhães |
| 21 juillet 2017 12h00 | ×2 ×3           | Rapport | ×2 ×1   | La Coupole, Alger Affluence : 300 Arbitrage : Alves, Magalhães |

| 21 juillet 2017 14h00 | Égypte | 27–35   | Suède     | La Coupole, Alger Affluence : 300 Arbitrage : Álvarez, Bustamente |
| 21 juillet 2017 14h00 | Omar 6 | (11–15) | Jönsson 9 | La Coupole, Alger Affluence : 300 Arbitrage : Álvarez, Bustamente |
| 21 juillet 2017 14h00 | ×2 ×6  | Rapport | ×3 ×2     | La Coupole, Alger Affluence : 300 Arbitrage : Álvarez, Bustamente |

| 22 juillet 2017 16h00 | Danemark  | 33–25   | Suède             | La Coupole, Alger Affluence : 500 Arbitrage : Erdoğan, Özdeniz |
| 22 juillet 2017 16h00 | Møller 10 | (19–11) | Dahlin, Hansson 5 | La Coupole, Alger Affluence : 500 Arbitrage : Erdoğan, Özdeniz |
| 22 juillet 2017 16h00 | ×3 ×6     | Rapport | ×3 ×2             | La Coupole, Alger Affluence : 500 Arbitrage : Erdoğan, Özdeniz |

| 22 juillet 2017 18h00 | Qatar           | 18–35   | France     | La Coupole, Alger Affluence : 1 000 Arbitrage : Brkic, Jusufhodzic |
| 22 juillet 2017 18h00 | trois joueurs 3 | (7–17)  | Mocquais 7 | La Coupole, Alger Affluence : 1 000 Arbitrage : Brkic, Jusufhodzic |
| 22 juillet 2017 18h00 | ×2 ×1           | Rapport | ×1         | La Coupole, Alger Affluence : 1 000 Arbitrage : Brkic, Jusufhodzic |

| 22 juillet 2017 20h00 | Slovénie  | 28–23   | Égypte   | La Coupole, Alger Affluence : 500 Arbitrage : Andorka, Hucker |
| 22 juillet 2017 20h00 | Marguč 11 | (18–12) | Omar 11  | La Coupole, Alger Affluence : 500 Arbitrage : Andorka, Hucker |
| 22 juillet 2017 20h00 | ×3 ×5     | Rapport | ×2 ×4 ×1 | La Coupole, Alger Affluence : 500 Arbitrage : Andorka, Hucker |

| 24 juillet 2017 10h00 | Slovénie | 31–28   | Suède     | La Coupole, Alger Affluence : 200 Arbitrage : Pétursson, Sigurjónsson |
| 24 juillet 2017 10h00 | Marguč 8 | (15–15) | Hansson 8 | La Coupole, Alger Affluence : 200 Arbitrage : Pétursson, Sigurjónsson |
| 24 juillet 2017 10h00 | ×3 ×6    | Rapport | ×3 ×4     | La Coupole, Alger Affluence : 200 Arbitrage : Pétursson, Sigurjónsson |

| 24 juillet 2017 12h00 | Qatar   | 29–30   | Égypte        | La Coupole, Alger Affluence : 350 Arbitrage : Konjičanin, Konjičanin |
| 24 juillet 2017 12h00 | Heiba 8 | (16–15) | El-Baghoury 6 | La Coupole, Alger Affluence : 350 Arbitrage : Konjičanin, Konjičanin |
| 24 juillet 2017 12h00 | ×2 ×4   | Rapport | ×2            | La Coupole, Alger Affluence : 350 Arbitrage : Konjičanin, Konjičanin |

| 24 juillet 2017 14h00 | France | 30–22   | Danemark | La Coupole, Alger Arbitrage : Álvarez, Bustamente |
| 24 juillet 2017 14h00 | Mem 7  | (12–9)  | Møller 8 | La Coupole, Alger Arbitrage : Álvarez, Bustamente |
| 24 juillet 2017 14h00 | ×3     | Rapport | ×3 ×2    | La Coupole, Alger Arbitrage : Álvarez, Bustamente |

### Groupe C
|   | Équipe       | Pts | J | G | N | P | Bp  | Bc  | Diff |
| - | ------------ | --- | - | - | - | - | --- | --- | ---- |
| 1 | Espagne      | 10  | 5 | 5 | 0 | 0 | 159 | 105 | 54   |
| 2 | Macédoine    | 6   | 5 | 3 | 0 | 2 | 157 | 133 | 24   |
| 3 | Tunisie      | 5   | 5 | 2 | 1 | 2 | 161 | 134 | 27   |
| 4 | Russie       | 5   | 5 | 2 | 1 | 2 | 145 | 118 | 27   |
| 5 | Brésil       | 4   | 5 | 2 | 0 | 3 | 137 | 126 | 11   |
| 6 | Burkina Faso | 0   | 5 | 0 | 0 | 4 | 75  | 218 | -143 |

| 18 juillet 2017 10h00 | Espagne | 29–21   | Brésil    | Salle Harcha Hassen, Alger Affluence : 500 Arbitrage : Gasmi, Gasmi |
| 18 juillet 2017 10h00 | Aleix 7 | (15–9)  | Abrahão 8 | Salle Harcha Hassen, Alger Affluence : 500 Arbitrage : Gasmi, Gasmi |
| 18 juillet 2017 10h00 | ×3 ×4   | Rapport | ×1 ×7 ×1  | Salle Harcha Hassen, Alger Affluence : 500 Arbitrage : Gasmi, Gasmi |

| 18 juillet 2017 12h00 | Tunisie  | 50–17   | Burkina Faso | Salle Harcha Hassen, Alger Affluence : 500 Arbitrage : Al-Mawt, Marhoon |
| 18 juillet 2017 12h00 | Gouri 13 | (23–7)  | Nadziga 5    | Salle Harcha Hassen, Alger Affluence : 500 Arbitrage : Al-Mawt, Marhoon |
| 18 juillet 2017 12h00 | ×3       | Rapport | ×1 ×7 ×1     | Salle Harcha Hassen, Alger Affluence : 500 Arbitrage : Al-Mawt, Marhoon |

| 18 juillet 2017 14h00 | Macédoine    | 29–22   | Russie                   | Salle Harcha Hassen, Alger Affluence : 2 000 Arbitrage : Andorka, Hucker |
| 18 juillet 2017 14h00 | Arsenovski 7 | (10–11) | Maslennikov, Sinitcine 5 | Salle Harcha Hassen, Alger Affluence : 2 000 Arbitrage : Andorka, Hucker |
| 18 juillet 2017 14h00 | ×2 ×4 ×2     | Rapport | ×1 ×4                    | Salle Harcha Hassen, Alger Affluence : 2 000 Arbitrage : Andorka, Hucker |

| 20 juillet 2017 16h00 | Brésil  | 36–29   | Tunisie | Salle Harcha Hassen, Alger Affluence : 400 Arbitrage : Brkic, Jusufhodzic |
| 20 juillet 2017 16h00 | Dutra 9 | (18–11) | Zaid 10 | Salle Harcha Hassen, Alger Affluence : 400 Arbitrage : Brkic, Jusufhodzic |
| 20 juillet 2017 16h00 | ×2 ×5   | Rapport | ×3      | Salle Harcha Hassen, Alger Affluence : 400 Arbitrage : Brkic, Jusufhodzic |

| 20 juillet 2017 18h00 | Russie   | 26–31   | Espagne     | Salle Harcha Hassen, Alger Affluence : 300 Arbitrage : Pétursson, Sigurjónsson |
| 20 juillet 2017 18h00 | Dachko 8 | (15–17) | Odriozola 8 | Salle Harcha Hassen, Alger Affluence : 300 Arbitrage : Pétursson, Sigurjónsson |
| 20 juillet 2017 18h00 | ×3 ×2    | Rapport | ×3 ×5       | Salle Harcha Hassen, Alger Affluence : 300 Arbitrage : Pétursson, Sigurjónsson |

| 20 juillet 2017 20h00 | Burkina Faso   | 20–48   | Macédoine     | Salle Harcha Hassen, Alger Affluence : 450 Arbitrage : Kurtagic, Wetterwik |
| 20 juillet 2017 20h00 | Tiendrebeogo 7 | (8–23)  | Dimitrioski 8 | Salle Harcha Hassen, Alger Affluence : 450 Arbitrage : Kurtagic, Wetterwik |
| 20 juillet 2017 20h00 | ×4 ×2          | Rapport | ×2 ×3         | Salle Harcha Hassen, Alger Affluence : 450 Arbitrage : Kurtagic, Wetterwik |

| 21 juillet 2017 14h00 | Brésil  | 20–23   | Russie                  | Salle Harcha Hassen, Alger Affluence : 200 Arbitrage : Kurtagic, Wetterwik |
| 21 juillet 2017 14h00 | Lemos 6 | (10–11) | Maslennikov, Santalov 4 | Salle Harcha Hassen, Alger Affluence : 200 Arbitrage : Kurtagic, Wetterwik |
| 21 juillet 2017 14h00 | ×2      | Rapport | ×1 ×4                   | Salle Harcha Hassen, Alger Affluence : 200 Arbitrage : Kurtagic, Wetterwik |

| 21 juillet 2017 16h00 | Espagne            | 38–12   | Burkina Faso    | Salle Harcha Hassen, Alger Affluence : 500 Arbitrage : Akpatsa, Assignon |
| 21 juillet 2017 16h00 | Odriozola, Aleix 6 | (16–7)  | M. Ouedragogo 3 | Salle Harcha Hassen, Alger Affluence : 500 Arbitrage : Akpatsa, Assignon |
| 21 juillet 2017 16h00 | ×3                 | Rapport | ×1 ×3           | Salle Harcha Hassen, Alger Affluence : 500 Arbitrage : Akpatsa, Assignon |

| 21 juillet 2017 18h00 | Tunisie | 32–27   | Macédoine           | Salle Harcha Hassen, Alger Affluence : 3 000 Arbitrage : Gasmi, Gasmi |
| 21 juillet 2017 18h00 | Zaid 14 | (17–13) | Palevski, Taleski 6 | Salle Harcha Hassen, Alger Affluence : 3 000 Arbitrage : Gasmi, Gasmi |
| 21 juillet 2017 18h00 | ×2 ×5   | Rapport | ×3 ×1               | Salle Harcha Hassen, Alger Affluence : 3 000 Arbitrage : Gasmi, Gasmi |

| 23 juillet 2017 16h00 | Tunisie | 29–29   | Russie       | Salle Harcha Hassen, Alger Affluence : 1 000 Arbitrage : Jørum, Kleven |
| 23 juillet 2017 16h00 | Zaid 12 | (15–14) | Vinogradov 8 | Salle Harcha Hassen, Alger Affluence : 1 000 Arbitrage : Jørum, Kleven |
| 23 juillet 2017 16h00 | ×1 ×3   | Rapport | ×3           | Salle Harcha Hassen, Alger Affluence : 1 000 Arbitrage : Jørum, Kleven |

| 23 juillet 2017 18h00 | Macédoine              | 25–36   | Espagne         | Salle Harcha Hassen, Alger Affluence : 1 000 Arbitrage : Pétursson, Sigurjónsson |
| 23 juillet 2017 18h00 | Kuzmanovski, Taleski 4 | (8–18)  | D. Dujshebaev 7 | Salle Harcha Hassen, Alger Affluence : 1 000 Arbitrage : Pétursson, Sigurjónsson |
| 23 juillet 2017 18h00 | ×2                     | Rapport | ×3 ×6 ×1        | Salle Harcha Hassen, Alger Affluence : 1 000 Arbitrage : Pétursson, Sigurjónsson |

| 23 juillet 2017 20h00 | Burkina Faso    | 17–37   | Brésil      | Salle Harcha Hassen, Alger Affluence : 300 Arbitrage : Andorka, Hucker |
| 23 juillet 2017 20h00 | Tiendrebeogo 11 | (8–17)  | Torriani 10 | Salle Harcha Hassen, Alger Affluence : 300 Arbitrage : Andorka, Hucker |
| 23 juillet 2017 20h00 | ×2 ×3           | Rapport | ×2 ×4       | Salle Harcha Hassen, Alger Affluence : 300 Arbitrage : Andorka, Hucker |

| 24 juillet 2017 14h00 | Espagne | 25–21   | Tunisie        | Salle Harcha Hassen, Alger Affluence : 600 Arbitrage : Kurtagic, Wetterwik |
| 24 juillet 2017 14h00 | Muñoz 5 | (14–12) | Ben Abdallah 6 | Salle Harcha Hassen, Alger Affluence : 600 Arbitrage : Kurtagic, Wetterwik |
| 24 juillet 2017 14h00 | ×3 ×2   | Rapport | ×2             | Salle Harcha Hassen, Alger Affluence : 600 Arbitrage : Kurtagic, Wetterwik |

| 24 juillet 2017 16h00 | Burkina Faso   | 9–45    | Russie    | Salle Harcha Hassen, Alger Affluence : 1 200 Arbitrage : Al-Mawt, Marhoon |
| 24 juillet 2017 16h00 | M. Ouedraogo 4 | (6–23)  | Dachko 11 | Salle Harcha Hassen, Alger Affluence : 1 200 Arbitrage : Al-Mawt, Marhoon |
| 24 juillet 2017 16h00 | ×6             | Rapport | ×2 ×4     | Salle Harcha Hassen, Alger Affluence : 1 200 Arbitrage : Al-Mawt, Marhoon |

| 24 juillet 2017 18h00 | Macédoine | 28–23   | Brésil           | Salle Harcha Hassen, Alger Affluence : 5 000 Arbitrage : Erdoğan, Özdeniz |
| 24 juillet 2017 18h00 | Taleski 7 | (14–11) | Abrahao, Lemos 4 | Salle Harcha Hassen, Alger Affluence : 5 000 Arbitrage : Erdoğan, Özdeniz |
| 24 juillet 2017 18h00 | ×3 ×5     | Rapport | ×4 ×2            | Salle Harcha Hassen, Alger Affluence : 5 000 Arbitrage : Erdoğan, Özdeniz |

### Groupe D
|   | Équipe          | Pts | J | G | N | P | Bp  | Bc  | Diff |
| - | --------------- | --- | - | - | - | - | --- | --- | ---- |
| 1 | Croatie         | 9   | 5 | 4 | 1 | 0 | 140 | 112 | 28   |
| 2 | Islande         | 8   | 5 | 4 | 0 | 1 | 170 | 120 | 50   |
| 3 | Algérie         | 6   | 5 | 2 | 2 | 1 | 118 | 114 | 4    |
| 4 | Argentine       | 5   | 5 | 2 | 1 | 3 | 130 | 124 | 6    |
| 5 | Arabie saoudite | 2   | 5 | 1 | 0 | 4 | 123 | 146 | -23  |
| 6 | Maroc           | 0   | 5 | 0 | 0 | 5 | 82  | 147 | -65  |

| 18 juillet 2017 16h00 | Croatie   | 32–26   | Arabie saoudite | Salle Harcha Hassen, Alger Affluence : 3 000 Arbitrage : Kurtagic, Wetterwik |
| 18 juillet 2017 16h00 | Mandić 10 | (17–13) | Al-Olaiwat 10   | Salle Harcha Hassen, Alger Affluence : 3 000 Arbitrage : Kurtagic, Wetterwik |
| 18 juillet 2017 16h00 | ×2 ×5     | Rapport | ×1 ×8 ×1        | Salle Harcha Hassen, Alger Affluence : 3 000 Arbitrage : Kurtagic, Wetterwik |

| 18 juillet 2017 18h00 | Islande   | 36–27   | Argentine | Salle Harcha Hassen, Alger Affluence : 1 803 Arbitrage : Krichen, Makhlouf |
| 18 juillet 2017 18h00 | Jónsson 9 | (19–12) | Fischer 6 | Salle Harcha Hassen, Alger Affluence : 1 803 Arbitrage : Krichen, Makhlouf |
| 18 juillet 2017 18h00 | ×3 ×10 ×1 | Rapport | ×1 ×5 ×1  | Salle Harcha Hassen, Alger Affluence : 1 803 Arbitrage : Krichen, Makhlouf |

| 18 juillet 2017 20h45 | Algérie      | 24–19   | Maroc  | Salle Harcha Hassen, Alger Affluence : 6 000 Arbitrage : Jørum, Kleven |
| 18 juillet 2017 20h45 | Hadj Sadok 5 | (13–8)  | Frid 5 | Salle Harcha Hassen, Alger Affluence : 6 000 Arbitrage : Jørum, Kleven |
| 18 juillet 2017 20h45 | ×4           | Rapport | ×3 ×5  | Salle Harcha Hassen, Alger Affluence : 6 000 Arbitrage : Jørum, Kleven |

| 19 juillet 2017 16h00 | Arabie saoudite | 24–48   | Islande       | Salle Harcha Hassen, Alger Affluence : 400 Arbitrage : Gasmi, Gasmi |
| 19 juillet 2017 16h00 | Al-Mesallem 6   | (9–24)  | Ríkharðsson 8 | Salle Harcha Hassen, Alger Affluence : 400 Arbitrage : Gasmi, Gasmi |
| 19 juillet 2017 16h00 | ×2              | Rapport | ×1 ×8         | Salle Harcha Hassen, Alger Affluence : 400 Arbitrage : Gasmi, Gasmi |

| 19 juillet 2017 18h00 | Maroc           | 12–29   | Croatie | Salle Harcha Hassen, Alger Affluence : 400 Arbitrage : Akpatsa, Assignon |
| 19 juillet 2017 18h00 | trois joueurs 3 | (4–18)  | Babić 5 | Salle Harcha Hassen, Alger Affluence : 400 Arbitrage : Akpatsa, Assignon |
| 19 juillet 2017 18h00 | ×1 ×3           | Rapport | ×2 ×1   | Salle Harcha Hassen, Alger Affluence : 400 Arbitrage : Akpatsa, Assignon |

| 19 juillet 2017 20h45 | Argentine   | 25–25   | Algérie | Salle Harcha Hassen, Alger Affluence : 6 700 Arbitrage : Álvarez, Bustamente |
| 19 juillet 2017 20h45 | L. Moyano 7 | (14–11) | Abdi 7  | Salle Harcha Hassen, Alger Affluence : 6 700 Arbitrage : Álvarez, Bustamente |
| 19 juillet 2017 20h45 | ×3 ×6       | Rapport | ×2 ×6   | Salle Harcha Hassen, Alger Affluence : 6 700 Arbitrage : Álvarez, Bustamente |

| 21 juillet 2017 10h00 | Croatie  | 26–24   | Argentine   | Salle Harcha Hassen, Alger Affluence : 400 Arbitrage : Andorka, Hucker |
| 21 juillet 2017 10h00 | Hrstić 9 | (13–8)  | L. Moyano 5 | Salle Harcha Hassen, Alger Affluence : 400 Arbitrage : Andorka, Hucker |
| 21 juillet 2017 10h00 | ×2 ×4    | Rapport | ×1 ×3       | Salle Harcha Hassen, Alger Affluence : 400 Arbitrage : Andorka, Hucker |

| 21 juillet 2017 12h00 | Arabie saoudite | 29–19   | Maroc   | Salle Harcha Hassen, Alger Affluence : 400 Arbitrage : Konjičanin, Konjičanin |
| 21 juillet 2017 12h00 | Al-Mesallem 10  | (15–10) | Malki 6 | Salle Harcha Hassen, Alger Affluence : 400 Arbitrage : Konjičanin, Konjičanin |
| 21 juillet 2017 12h00 | ×2 ×4           | Rapport | ×3 ×7   | Salle Harcha Hassen, Alger Affluence : 400 Arbitrage : Konjičanin, Konjičanin |

| 21 juillet 2017 20h45 | Islande                | 25–22   | Algérie         | Salle Harcha Hassen, Alger Affluence : 8 200 Arbitrage : Erdoğan, Özdeniz |
| 21 juillet 2017 20h45 | Arnarsson, Magnússon 5 | (10–11) | trois joueurs 5 | Salle Harcha Hassen, Alger Affluence : 8 200 Arbitrage : Erdoğan, Özdeniz |
| 21 juillet 2017 20h45 | ×3                     | Rapport | ×2 ×3           | Salle Harcha Hassen, Alger Affluence : 8 200 Arbitrage : Erdoğan, Özdeniz |

| 22 juillet 2017 16h00 | Islande   | 35–18   | Maroc    | Salle Harcha Hassen, Alger Affluence : 300 Arbitrage : Al-Mawt, Marhoon |
| 22 juillet 2017 16h00 | Pálsson 6 | (11–8)  | Frid 7   | Salle Harcha Hassen, Alger Affluence : 300 Arbitrage : Al-Mawt, Marhoon |
| 22 juillet 2017 16h00 | ×2 ×4     | Rapport | ×3 ×6 ×2 | Salle Harcha Hassen, Alger Affluence : 300 Arbitrage : Al-Mawt, Marhoon |

| 22 juillet 2017 18h00 | Argentine   | 24–23   | Arabie saoudite | Salle Harcha Hassen, Alger Affluence : 3 000 Arbitrage : Volodkov, Zotin |
| 22 juillet 2017 18h00 | A. Moyano 9 | (13–11) | Aloatwat 7      | Salle Harcha Hassen, Alger Affluence : 3 000 Arbitrage : Volodkov, Zotin |
| 22 juillet 2017 18h00 | ×3          | Rapport | ×2 ×5           | Salle Harcha Hassen, Alger Affluence : 3 000 Arbitrage : Volodkov, Zotin |

| 22 juillet 2017 20h45 | Algérie  | 24–24   | Croatie  | Salle Harcha Hassen, Alger Affluence : 8 000 Arbitrage : Jørum, Kleven |
| 22 juillet 2017 20h45 | Djedid 6 | (9–11)  | Hrstić 8 | Salle Harcha Hassen, Alger Affluence : 8 000 Arbitrage : Jørum, Kleven |
| 22 juillet 2017 20h45 | ×1 ×4    | Rapport | ×3 ×5    | Salle Harcha Hassen, Alger Affluence : 8 000 Arbitrage : Jørum, Kleven |

| 24 juillet 2017 10h00 | Argentine | 30–14   | Maroc    | Salle Harcha Hassen, Alger Affluence : 500 Arbitrage : Volodkov, Zotin |
| 24 juillet 2017 10h00 | Corning 6 | (13–7)  | Ezzine 3 | Salle Harcha Hassen, Alger Affluence : 500 Arbitrage : Volodkov, Zotin |
| 24 juillet 2017 10h00 | ×2 ×3 ×1  | Rapport | ×4 ×3    | Salle Harcha Hassen, Alger Affluence : 500 Arbitrage : Volodkov, Zotin |

| 24 juillet 2017 12h00 | Croatie  | 29–26   | Islande   | Salle Harcha Hassen, Alger Affluence : 300 Arbitrage : Krichen, Makhlouf |
| 24 juillet 2017 12h00 | Hrstić 6 | (17–8)  | Jónsson 7 | Salle Harcha Hassen, Alger Affluence : 300 Arbitrage : Krichen, Makhlouf |
| 24 juillet 2017 12h00 | ×2 ×4 ×1 | Rapport | ×2 ×5 ×1  | Salle Harcha Hassen, Alger Affluence : 300 Arbitrage : Krichen, Makhlouf |

| 24 juillet 2017 20h45 | Algérie | 23–21   | Arabie saoudite | Salle Harcha Hassen, Alger Affluence : 9 000 Arbitrage : Brkic, Jusufhodzic |
| 24 juillet 2017 20h45 | Abdi 6  | (10–11) | Al-Olaiwat 9    | Salle Harcha Hassen, Alger Affluence : 9 000 Arbitrage : Brkic, Jusufhodzic |
| 24 juillet 2017 20h45 | ×2 ×1   | Rapport | ×2              | Salle Harcha Hassen, Alger Affluence : 9 000 Arbitrage : Brkic, Jusufhodzic |

## Phase finale

### Tableau récapitulatif
|  | Huitièmes de finale 26 juillet | Huitièmes de finale 26 juillet | Huitièmes de finale 26 juillet | Huitièmes de finale 26 juillet |           |           | Quarts de finale 27 juillet | Quarts de finale 27 juillet | Quarts de finale 27 juillet | Quarts de finale 27 juillet |                 |                 | Demi-finales 29 juillet | Demi-finales 29 juillet | Demi-finales 29 juillet | Demi-finales 29 juillet |  |  | Finale 30 juillet | Finale 30 juillet | Finale 30 juillet | Finale 30 juillet |
|  |                                |                                |                                |                                |           |           |                             |                             |                             |                             |                 |                 |                         |                         |                         |                         |  |  |                   |                   |                   |                   |
|  |                                |                                |                                |                                |           |           |                             |                             |                             |                             |                 |                 |                         |                         |                         |                         |  |  |                   |                   |                   |                   |
|  | B1                             | France                         | 28                             | 28                             |           |           |                             |                             |                             |                             |                 |                 |                         |                         |                         |                         |  |  |                   |                   |                   |                   |
|  | B1                             | France                         | 28                             | 28                             |           |           |                             |                             |                             |                             |                 |                 |                         |                         |                         |                         |  |  |                   |                   |                   |                   |
|  | A4                             | Îles Féroé                     | 25                             | 25                             |           |           |                             |                             |                             |                             |                 |                 |                         |                         |                         |                         |  |  |                   |                   |                   |                   |
|  | A4                             | Îles Féroé                     | 25                             | 25                             | France    | France    | 33                          | 33                          |                             |                             |                 |                 |                         |                         |                         |                         |  |  |                   |                   |                   |                   |
|  |                                |                                |                                |                                | France    | France    | 33                          | 33                          |                             |                             |                 |                 |                         |                         |                         |                         |  |  |                   |                   |                   |                   |
|  |                                |                                | Macédoine                      | Macédoine                      | 17        | 17        |                             |                             |                             |                             |                 |                 |                         |                         |                         |                         |  |  |                   |                   |                   |                   |
|  | D3                             | Algérie                        | Macédoine                      | Macédoine                      | 17        | 17        | 20                          | 20                          |                             |                             |                 |                 |                         |                         |                         |                         |  |  |                   |                   |                   |                   |
|  | D3                             | Algérie                        |                                |                                |           |           |                             | 20                          |                             |                             |                 |                 |                         |                         |                         |                         |  |  |                   |                   |                   |                   |
|  | C2                             | Macédoine                      | 24                             | 24                             |           |           |                             |                             |                             |                             |                 |                 |                         |                         |                         |                         |  |  |                   |                   |                   |                   |
|  | C2                             | Macédoine                      | 24                             | 24                             | France    | France    | 34                          | 34                          |                             |                             |                 |                 |                         |                         |                         |                         |  |  |                   |                   |                   |                   |
|  |                                |                                |                                |                                | France    | France    | 34                          | 34                          |                             |                             |                 |                 |                         |                         |                         |                         |  |  |                   |                   |                   |                   |
|  |                                |                                | Danemark                       | Danemark                       | 37        | 37        |                             |                             |                             |                             |                 |                 |                         |                         |                         |                         |  |  |                   |                   |                   |                   |
|  | B3                             | Danemark                       | Danemark                       | Danemark                       | 37        | 37        | 34                          | 34                          |                             |                             |                 |                 |                         |                         |                         |                         |  |  |                   |                   |                   |                   |
|  | B3                             | Danemark                       |                                |                                |           |           |                             | 34                          |                             |                             |                 |                 |                         |                         |                         |                         |  |  |                   |                   |                   |                   |
|  | A2                             | Norvège                        | 27                             | 27                             |           |           |                             |                             |                             |                             |                 |                 |                         |                         |                         |                         |  |  |                   |                   |                   |                   |
|  | A2                             | Norvège                        | 27                             | 27                             | Danemark  | Danemark  | 38                          | 38                          |                             |                             |                 |                 |                         |                         |                         |                         |  |  |                   |                   |                   |                   |
|  |                                |                                |                                |                                | Danemark  | Danemark  | 38                          | 38                          |                             |                             |                 |                 |                         |                         |                         |                         |  |  |                   |                   |                   |                   |
|  |                                |                                | Russie                         | Russie                         | 31        | 31        |                             |                             |                             |                             |                 |                 |                         |                         |                         |                         |  |  |                   |                   |                   |                   |
|  | D1                             | Croatie                        | Russie                         | Russie                         | 31        | 31        | 25                          | 25                          |                             |                             |                 |                 |                         |                         |                         |                         |  |  |                   |                   |                   |                   |
|  | D1                             | Croatie                        |                                |                                |           |           |                             | 25                          |                             |                             |                 |                 |                         |                         |                         |                         |  |  |                   |                   |                   |                   |
|  | C4                             | Russie                         | 34                             | 34                             |           |           |                             |                             |                             |                             |                 |                 |                         |                         |                         |                         |  |  |                   |                   |                   |                   |
|  | C4                             | Russie                         | 34                             | 34                             | Danemark  | Danemark  | 38                          | 38                          |                             |                             |                 |                 |                         |                         |                         |                         |  |  |                   |                   |                   |                   |
|  |                                |                                |                                |                                | Danemark  | Danemark  | 38                          | 38                          |                             |                             |                 |                 |                         |                         |                         |                         |  |  |                   |                   |                   |                   |
|  |                                |                                | Espagne                        | Espagne                        | 39ap      | 39ap      |                             |                             |                             |                             |                 |                 |                         |                         |                         |                         |  |  |                   |                   |                   |                   |
|  | A1                             | Allemagne                      | Espagne                        | Espagne                        | 39ap      | 39ap      | 31ap                        | 31ap                        |                             |                             |                 |                 |                         |                         |                         |                         |  |  |                   |                   |                   |                   |
|  | A1                             | Allemagne                      |                                |                                |           |           |                             | 31ap                        |                             |                             |                 |                 |                         |                         |                         |                         |  |  |                   |                   |                   |                   |
|  | B4                             | Suède                          | 28                             | 28                             |           |           |                             |                             |                             |                             |                 |                 |                         |                         |                         |                         |  |  |                   |                   |                   |                   |
|  | B4                             | Suède                          | 28                             | 28                             | Allemagne | Allemagne | 27                          | 27                          |                             |                             |                 |                 |                         |                         |                         |                         |  |  |                   |                   |                   |                   |
|  |                                |                                |                                |                                | Allemagne | Allemagne | 27                          | 27                          |                             |                             |                 |                 |                         |                         |                         |                         |  |  |                   |                   |                   |                   |
|  |                                |                                | Tunisie                        | Tunisie                        | 21        | 21        |                             |                             |                             |                             |                 |                 |                         |                         |                         |                         |  |  |                   |                   |                   |                   |
|  | C3                             | Tunisie                        | Tunisie                        | Tunisie                        | 21        | 21        | 28                          | 28                          |                             |                             |                 |                 |                         |                         |                         |                         |  |  |                   |                   |                   |                   |
|  | C3                             | Tunisie                        |                                |                                |           |           |                             | 28                          |                             |                             |                 |                 |                         |                         |                         |                         |  |  |                   |                   |                   |                   |
|  | D2                             | Islande                        | 27                             | 27                             |           |           |                             |                             |                             |                             |                 |                 |                         |                         |                         |                         |  |  |                   |                   |                   |                   |
|  | D2                             | Islande                        | 27                             | 27                             | Allemagne | Allemagne | 21                          | 21                          |                             |                             |                 |                 |                         |                         |                         |                         |  |  |                   |                   |                   |                   |
|  |                                |                                |                                |                                | Allemagne | Allemagne | 21                          | 21                          |                             |                             |                 |                 |                         |                         |                         |                         |  |  |                   |                   |                   |                   |
|  |                                |                                | Espagne                        | Espagne                        | 26        | 26        |                             |                             |                             |                             |                 |                 |                         |                         |                         |                         |  |  |                   |                   |                   |                   |
|  | B2                             | Slovénie                       | Espagne                        | Espagne                        | 26        | 26        | 25                          | 25                          |                             |                             |                 |                 |                         |                         |                         |                         |  |  |                   |                   |                   |                   |
|  | B2                             | Slovénie                       |                                |                                |           |           |                             | 25                          |                             |                             |                 |                 |                         |                         |                         |                         |  |  |                   |                   |                   |                   |
|  | A3                             | Hongrie                        | 26ap                           | 26ap                           |           |           |                             |                             |                             |                             |                 |                 |                         |                         |                         |                         |  |  |                   |                   |                   |                   |
|  | A3                             | Hongrie                        | 26ap                           | 26ap                           | Hongrie   | Hongrie   | 29                          | 29                          | Troisième place             | Troisième place             | Troisième place | Troisième place |                         |                         |                         |                         |  |  |                   |                   |                   |                   |
|  |                                |                                |                                |                                | Hongrie   | Hongrie   | 29                          | 29                          | Troisième place             | Troisième place             | Troisième place | Troisième place |                         |                         |                         |                         |  |  |                   |                   |                   |                   |
|  |                                |                                | Espagne                        | Espagne                        | 30ap      | 30ap      |                             |                             |                             |                             |                 |                 |                         |                         |                         |                         |  |  |                   |                   |                   |                   |
|  | C1                             | Espagne                        | Espagne                        | Espagne                        | 30ap      | 30ap      | 27                          | 27                          |                             |                             |                 |                 |                         |                         |                         |                         |  |  |                   |                   |                   |                   |
|  | C1                             | Espagne                        |                                |                                |           |           |                             | 27                          |                             |                             | France          | France          | 23                      | 23                      |                         |                         |  |  |                   |                   |                   |                   |
|  | D4                             | Argentine                      | 21                             | 21                             |           |           |                             |                             |                             |                             | France          | France          | 23                      | 23                      |                         |                         |  |  |                   |                   |                   |                   |
|  | D4                             | Argentine                      | 21                             | 21                             | Allemagne | Allemagne | 22                          | 22                          |                             |                             |                 |                 |                         |                         |                         |                         |  |  |                   |                   |                   |                   |
|  |                                |                                |                                |                                |           |           |                             |                             |                             |                             |                 |                 |                         |                         |                         |                         |  |  |                   |                   |                   |                   |

### Huitièmes de finale
| 26 juillet 2017 14h00 | France  | 28–25   | Îles Féroé | La Coupole, Alger Affluence : 300 Arbitrage : Krichen, Makhlouf |
| 26 juillet 2017 14h00 | Minne 6 | (14–12) | Hoydal 9   | La Coupole, Alger Affluence : 300 Arbitrage : Krichen, Makhlouf |
| 26 juillet 2017 14h00 | ×1 ×2   | Rapport | ×2         | La Coupole, Alger Affluence : 300 Arbitrage : Krichen, Makhlouf |

| 26 juillet 2017 14h00 | Tunisie | 28–27   | Islande       | Salle Harcha Hassen, Alger Affluence : 2 000 Arbitrage : Gasmi, Gasmi |
| 26 juillet 2017 14h00 | Zaid 11 | (14–13) | Ríkharðsson 8 | Salle Harcha Hassen, Alger Affluence : 2 000 Arbitrage : Gasmi, Gasmi |
| 26 juillet 2017 14h00 | ×2 ×5   | Rapport | ×4 ×6         | Salle Harcha Hassen, Alger Affluence : 2 000 Arbitrage : Gasmi, Gasmi |

| 26 juillet 2017 16h15 | Allemagne   | 31–28 (ap)     | Suède     | La Coupole, Alger Affluence : 600 Arbitrage : Konjičanin, Konjičanin |
| 26 juillet 2017 16h15 | Golla 7     | (14–13, 26–26) | Hansson 9 | La Coupole, Alger Affluence : 600 Arbitrage : Konjičanin, Konjičanin |
| 26 juillet 2017 16h15 | Prol. : 5–2 |                |           | La Coupole, Alger Affluence : 600 Arbitrage : Konjičanin, Konjičanin |
| 26 juillet 2017 16h15 | ×2          | Rapport        | ×3 ×5     | La Coupole, Alger Affluence : 600 Arbitrage : Konjičanin, Konjičanin |

| 26 juillet 2017 16h15 | Espagne      | 27–21   | Argentine | Salle Harcha Hassen, Alger Affluence : 6 000 Arbitrage : Belkhiri, Hamidi |
| 26 juillet 2017 16h15 | Dujshebaev 6 | (14–8)  | Capurro 4 | Salle Harcha Hassen, Alger Affluence : 6 000 Arbitrage : Belkhiri, Hamidi |
| 26 juillet 2017 16h15 | ×2 ×5        | Rapport | ×3 ×2     | Salle Harcha Hassen, Alger Affluence : 6 000 Arbitrage : Belkhiri, Hamidi |

| 26 juillet 2017 18h30 | Croatie  | 25–34   | Russie      | Salle Harcha Hassen, Alger Affluence : 8 200 Arbitrage : Álvarez, Bustamente |
| 26 juillet 2017 18h30 | Hrstić 7 | (10–12) | Santalov 10 | Salle Harcha Hassen, Alger Affluence : 8 200 Arbitrage : Álvarez, Bustamente |
| 26 juillet 2017 18h30 | ×2 ×1    | Rapport | ×2 ×1       | Salle Harcha Hassen, Alger Affluence : 8 200 Arbitrage : Álvarez, Bustamente |

| 26 juillet 2017 18h30 | Hongrie     | 26–25 (ap)     | Slovénie | La Coupole, Alger Affluence : 700 Arbitrage : Volodkov, Zotin |
| 26 juillet 2017 18h30 | Török 6     | (12–10, 21–21) | Marguč 6 | La Coupole, Alger Affluence : 700 Arbitrage : Volodkov, Zotin |
| 26 juillet 2017 18h30 | Prol. : 5–4 |                |          | La Coupole, Alger Affluence : 700 Arbitrage : Volodkov, Zotin |
| 26 juillet 2017 18h30 | ×2 ×5 ×1    | Rapport        | ×3       | La Coupole, Alger Affluence : 700 Arbitrage : Volodkov, Zotin |

| 26 juillet 2017 20h45 | Algérie | 20–24   | Macédoine | Salle Harcha Hassen, Alger Affluence : 10 000 Arbitrage : Andorka, Hucker |
| 26 juillet 2017 20h45 | Naim 8  | (11–10) | Taleski 8 | Salle Harcha Hassen, Alger Affluence : 10 000 Arbitrage : Andorka, Hucker |
| 26 juillet 2017 20h45 | ×2 ×1   | Rapport | ×3 ×2     | Salle Harcha Hassen, Alger Affluence : 10 000 Arbitrage : Andorka, Hucker |

| 26 juillet 2017 20h45 | Danemark  | 34–27   | Norvège     | La Coupole, Alger Affluence : 500 Arbitrage : Erdoğan, Özdeniz |
| 26 juillet 2017 20h45 | Møller 11 | (13–12) | Gulliksen 6 | La Coupole, Alger Affluence : 500 Arbitrage : Erdoğan, Özdeniz |
| 26 juillet 2017 20h45 | ×2        | Rapport | ×3          | La Coupole, Alger Affluence : 500 Arbitrage : Erdoğan, Özdeniz |

### Quarts de finale
| 27 juillet 2017 18H30 | France                 | 33–17   | Macédoine | Salle Harcha Hassen, Alger Affluence : 800 Arbitrage : Brkic, Jusufhodzic |
| 27 juillet 2017 18H30 | Mocquais, Richardson 5 | (14–9)  | Taleski 4 | Salle Harcha Hassen, Alger Affluence : 800 Arbitrage : Brkic, Jusufhodzic |
| 27 juillet 2017 18H30 | ×2 ×3                  | Rapport | ×2 ×3     | Salle Harcha Hassen, Alger Affluence : 800 Arbitrage : Brkic, Jusufhodzic |

| 27 juillet 2017 18h30 | Tunisie | 21–27   | Allemagne | La Coupole, Alger Affluence : 1 000 Arbitrage : Jørum, Kleven |
| 27 juillet 2017 18h30 | Zaid 8  | (11–14) | Mertens 6 | La Coupole, Alger Affluence : 1 000 Arbitrage : Jørum, Kleven |
| 27 juillet 2017 18h30 | ×1 ×5   | Rapport | ×2 ×4     | La Coupole, Alger Affluence : 1 000 Arbitrage : Jørum, Kleven |

| 27 juillet 2017 20h45 | Danemark | 38–31   | Russie        | Salle Harcha Hassen, Alger Affluence : 600 Arbitrage : Pétursson, Sigurjónsson |
| 27 juillet 2017 20h45 | Möller 9 | (15–12) | Maslennikov 7 | Salle Harcha Hassen, Alger Affluence : 600 Arbitrage : Pétursson, Sigurjónsson |
| 27 juillet 2017 20h45 | ×3       | Rapport | ×3 ×6         | Salle Harcha Hassen, Alger Affluence : 600 Arbitrage : Pétursson, Sigurjónsson |

| 27 juillet 2017 20h45 | Hongrie     | 29–30 (ap)     | Espagne | La Coupole, Alger Affluence : 1 100 Arbitrage : Kurtagic, Wetterwik |
| 27 juillet 2017 20h45 | Győri 9     | (12–15, 24–24) | Aleix 7 | La Coupole, Alger Affluence : 1 100 Arbitrage : Kurtagic, Wetterwik |
| 27 juillet 2017 20h45 | Prol. : 5–6 |                |         | La Coupole, Alger Affluence : 1 100 Arbitrage : Kurtagic, Wetterwik |
| 27 juillet 2017 20h45 | ×3 ×7       | Rapport        | ×4 ×1   | La Coupole, Alger Affluence : 1 100 Arbitrage : Kurtagic, Wetterwik |

### Demi-finales
| 29 juillet 2017 18h00 | France     | 34-37   | Danemark                | Salle Harcha Hassen, Alger Arbitrage : Javier Álvarez, Yon Bustamante |
| 29 juillet 2017 18h00 | Dika Mem 8 | (16-17) | Mathias Norup Bitsch 11 | Salle Harcha Hassen, Alger Arbitrage : Javier Álvarez, Yon Bustamante |
| 29 juillet 2017 18h00 | ×3 ×2      | Rapport | ×3                      | Salle Harcha Hassen, Alger Arbitrage : Javier Álvarez, Yon Bustamante |

| 29 juillet 2017 20h45 | Allemagne                 | 21-26   | Espagne        | Salle Harcha Hassen, Alger Arbitrage : Kursad Erdogan, Ibrahim Özdeniz |
| 29 juillet 2017 20h45 | Michalczik, Weissgerber 5 | (11-12) | Aleix Gómez 10 | Salle Harcha Hassen, Alger Arbitrage : Kursad Erdogan, Ibrahim Özdeniz |
| 29 juillet 2017 20h45 | ×4 ×3                     | Rapport | ×4 ×3          | Salle Harcha Hassen, Alger Arbitrage : Kursad Erdogan, Ibrahim Özdeniz |

### Match pour la3eplace
| 30 juillet 2017 15h30 | France       | 23-22   | Allemagne       | Salle Harcha Hassen, Alger Affluence : 3 000 Arbitrage : Kurtagić, Wetterwik |
| 30 juillet 2017 15h30 | Tom Pelayo 6 | (10-12) | trois joueurs 4 | Salle Harcha Hassen, Alger Affluence : 3 000 Arbitrage : Kurtagić, Wetterwik |
| 30 juillet 2017 15h30 | ×3           | Rapport | ×2 ×1           | Salle Harcha Hassen, Alger Affluence : 3 000 Arbitrage : Kurtagić, Wetterwik |

### Finale
| 30 juillet 2017 18h00 | Danemark    | 38-39 (ap)     | Espagne      | Salle Harcha Hassen, Alger Affluence : 8 500 Arbitrage : Jørum, Kleven |
| 30 juillet 2017 18h00 | Møller 11   | (16–18, 34–34) | Dujshebaev 8 | Salle Harcha Hassen, Alger Affluence : 8 500 Arbitrage : Jørum, Kleven |
| 30 juillet 2017 18h00 | Prol. : 4–5 |                |              | Salle Harcha Hassen, Alger Affluence : 8 500 Arbitrage : Jørum, Kleven |
| 30 juillet 2017 18h00 | ×2 ×4       | Rapport        | ×2 ×3        | Salle Harcha Hassen, Alger Affluence : 8 500 Arbitrage : Jørum, Kleven |

## Matchs de classements

### Places de5eà8e
|  | Demi-finales de classement | Demi-finales de classement |                        |    | Match pour la 5e place | Match pour la 5e place |
|  | Demi-finales de classement | Demi-finales de classement |                        |    | Match pour la 5e place | Match pour la 5e place |
|  |                            |                            |                        |    |                        |                        |
|  | 29 juillet                 | 29 juillet                 |                        |    | 30 juillet             | 30 juillet             |
|  | 29 juillet                 | 29 juillet                 |                        |    | 30 juillet             | 30 juillet             |
|  | Macédoine                  | 36                         |                        |    | 30 juillet             | 30 juillet             |
|  | Macédoine                  | 36                         |                        |    | 30 juillet             | 30 juillet             |
|  | Russie                     | 27                         |                        |    | 30 juillet             | 30 juillet             |
|  | Russie                     | 27                         | Macédoine              | 22 |                        |                        |
|  | 29 juillet                 |                            | Macédoine              | 22 |                        |                        |
|  |                            | Hongrie                    | 26                     |    |                        |                        |
|  | Tunisie                    | Hongrie                    | 26                     | 30 |                        |                        |
|  | Tunisie                    |                            |                        | 30 |                        |                        |
|  | Hongrie                    | 34                         |                        |    |                        |                        |
|  | Hongrie                    | 34                         | Match pour la 7e place |    |                        |                        |
|  |                            |                            |                        |    |                        |                        |
|  | 30 juillet                 |                            |                        |    |                        |                        |
|  |                            |                            |                        |    |                        |                        |
|  | Russie                     | 21                         |                        |    |                        |                        |
|  | Russie                     | 21                         |                        |    |                        |                        |
|  | Tunisie                    | 36                         |                        |    |                        |                        |
|  | Tunisie                    | 36                         |                        |    |                        |                        |

#### Demi-finales de classement
| 29 juillet 2017 12h30 | Macédoine | 36-27 | Russie | Salle Harcha Hassen, Alger Arbitrage : |
| 29 juillet 2017 12h30 | (21-11)   |       |        | Salle Harcha Hassen, Alger Arbitrage : |
| 29 juillet 2017 12h30 | Rapport   |       |        | Salle Harcha Hassen, Alger Arbitrage : |

| 29 juillet 2017 15h00 | Tunisie | 30-34 | Hongrie | Salle Harcha Hassen, Alger Arbitrage : |
| 29 juillet 2017 15h00 | (14-17) |       |         | Salle Harcha Hassen, Alger Arbitrage : |
| 29 juillet 2017 15h00 | Rapport |       |         | Salle Harcha Hassen, Alger Arbitrage : |

#### Match pour la7eplace
| 30 juillet 2017 10h30 | Russie  | 21-36 | Tunisie | Salle Harcha Hassen, Alger Arbitrage : |
| 30 juillet 2017 10h30 | (9-18)  |       |         | Salle Harcha Hassen, Alger Arbitrage : |
| 30 juillet 2017 10h30 | Rapport |       |         | Salle Harcha Hassen, Alger Arbitrage : |

#### Match pour la5eplace
| 30 juillet 2017 13h00 | Macédoine | 22-26 | Hongrie | Salle Harcha Hassen, Alger Arbitrage : |
| 30 juillet 2017 13h00 | (11-14)   |       |         | Salle Harcha Hassen, Alger Arbitrage : |
| 30 juillet 2017 13h00 | Rapport   |       |         | Salle Harcha Hassen, Alger Arbitrage : |

### Places de9eà16e
Les 8 équipes éliminées en huitièmes de finale sont classées selon leurs résultats lors du tour préliminaire face aux équipes classées aux 4 premières places. Les équipes s’affrontent alors deux à deux pour déterminer le classement final.
|   | Équipe     | Pts | J | G | N | P | Bp | Bc | Diff |
| - | ---------- | --- | - | - | - | - | -- | -- | ---- |
| 1 | Slovénie   | 5   | 3 | 2 | 1 | 0 | 86 | 80 | 6    |
| 2 | Croatie    | 5   | 3 | 2 | 1 | 0 | 79 | 74 | 5    |
| 3 | Norvège    | 4   | 3 | 2 | 0 | 1 | 88 | 77 | 11   |
| 4 | Islande    | 4   | 3 | 2 | 0 | 1 | 87 | 78 | 9    |
| 5 | Algérie    | 2   | 3 | 0 | 2 | 1 | 71 | 74 | -3   |
| 6 | Argentine  | 1   | 3 | 0 | 1 | 2 | 76 | 87 | -11  |
| 7 | Suède      | 0   | 3 | 0 | 0 | 3 | 81 | 95 | -14  |
| 8 | Îles Féroé | 0   | 3 | 0 | 0 | 3 | 67 | 90 | -23  |

Match pour la 9e place
| 27 juillet 2017 16h15 | Slovénie        | 33-26   | Croatie | La Coupole, Alger Affluence : 200 Arbitrage : Konjičanin, Konjičanin |
| 27 juillet 2017 16h15 | Marguč, Knavs 8 | (20–16) | Perić 5 | La Coupole, Alger Affluence : 200 Arbitrage : Konjičanin, Konjičanin |
| 27 juillet 2017 16h15 | ×2              | Rapport | ×2      | La Coupole, Alger Affluence : 200 Arbitrage : Konjičanin, Konjičanin |

Match pour la 11e place
| 27 juillet 2017 14h00 | Norvège         | 33–27   | Islande     | Salle Harcha Hassen, Alger Affluence : 400 Arbitrage : Krichen, Makhlouf |
| 27 juillet 2017 14h00 | trois joueurs 6 | (20–12) | Rúnarsson 6 | Salle Harcha Hassen, Alger Affluence : 400 Arbitrage : Krichen, Makhlouf |
| 27 juillet 2017 14h00 | ×3 ×5           | Rapport | ×2 ×3       | Salle Harcha Hassen, Alger Affluence : 400 Arbitrage : Krichen, Makhlouf |

Match pour la 13e place
| 27 juillet 2017 16h15 | Algérie | 20-21   | Argentine | Salle Harcha Hassen, Alger Affluence : 700 Arbitrage : Al-Mawt, Marhoon |
| 27 juillet 2017 16h15 | Blida 5 | (11–11) | Capurro 4 | Salle Harcha Hassen, Alger Affluence : 700 Arbitrage : Al-Mawt, Marhoon |
| 27 juillet 2017 16h15 | ×3 ×1   | Rapport | ×3 ×1     | Salle Harcha Hassen, Alger Affluence : 700 Arbitrage : Al-Mawt, Marhoon |

Match pour la 15e place
| 27 juillet 2017 14h00 | Suède     | 33–21   | Îles Féroé           | La Coupole, Alger Affluence : 100 Arbitrage : Alves, Magalhães |
| 27 juillet 2017 14h00 | Vigmark 9 | (19–11) | Djurhuus, Egilsnes 4 | La Coupole, Alger Affluence : 100 Arbitrage : Alves, Magalhães |
| 27 juillet 2017 14h00 | ×3 ×2     | Rapport | ×4 ×5                | La Coupole, Alger Affluence : 100 Arbitrage : Alves, Magalhães |

## Coupe du Président
Cette Coupe voit d'une part les cinquièmes des poules s'affronter en demi-finale et finale pour les places de 17 à 20 et, d'autre part, les sixièmes pour les places de 21 à 24.

### Places de17eà20e
|  | Demi-finales de classement | Demi-finales de classement |                         |    | Match pour la 17e place | Match pour la 17e place |
|  | Demi-finales de classement | Demi-finales de classement |                         |    | Match pour la 17e place | Match pour la 17e place |
|  |                            |                            |                         |    |                         |                         |
|  | 26 juillet                 | 26 juillet                 |                         |    | 27 juillet              | 27 juillet              |
|  | 26 juillet                 | 26 juillet                 |                         |    | 27 juillet              | 27 juillet              |
|  | Corée du Sud               | 34                         |                         |    | 27 juillet              | 27 juillet              |
|  | Corée du Sud               | 34                         |                         |    | 27 juillet              | 27 juillet              |
|  | Égypte                     | 35                         |                         |    | 27 juillet              | 27 juillet              |
|  | Égypte                     | 35                         | Égypte                  | 28 |                         |                         |
|  | 26 juillet                 |                            | Égypte                  | 28 |                         |                         |
|  |                            | Brésil                     | 27                      |    |                         |                         |
|  | Brésil                     | Brésil                     | 27                      | 41 |                         |                         |
|  | Brésil                     |                            |                         | 41 |                         |                         |
|  | Arabie saoudite            | 20                         |                         |    |                         |                         |
|  | Arabie saoudite            | 20                         | Match pour la 19e place |    |                         |                         |
|  |                            |                            |                         |    |                         |                         |
|  | 27 juillet                 |                            |                         |    |                         |                         |
|  |                            |                            |                         |    |                         |                         |
|  | Corée du Sud               | 36                         |                         |    |                         |                         |
|  | Corée du Sud               | 36                         |                         |    |                         |                         |
|  | Arabie saoudite            | 30                         |                         |    |                         |                         |
|  | Arabie saoudite            | 30                         |                         |    |                         |                         |

### Places de21eà24e
|  | Demi-finales de classement | Demi-finales de classement |                         |    | Match pour la 21e place | Match pour la 21e place |
|  | Demi-finales de classement | Demi-finales de classement |                         |    | Match pour la 21e place | Match pour la 21e place |
|  |                            |                            |                         |    |                         |                         |
|  | 26 juillet                 | 26 juillet                 |                         |    | 27 juillet              | 27 juillet              |
|  | 26 juillet                 | 26 juillet                 |                         |    | 27 juillet              | 27 juillet              |
|  | Chili                      | 22                         |                         |    | 27 juillet              | 27 juillet              |
|  | Chili                      | 22                         |                         |    | 27 juillet              | 27 juillet              |
|  | Qatar                      | 29                         |                         |    | 27 juillet              | 27 juillet              |
|  | Qatar                      | 29                         | Qatar                   | 26 |                         |                         |
|  | 26 juillet                 |                            | Qatar                   | 26 |                         |                         |
|  |                            | Maroc                      | 17                      |    |                         |                         |
|  | Burkina Faso               | Maroc                      | 17                      | 21 |                         |                         |
|  | Burkina Faso               |                            |                         | 21 |                         |                         |
|  | Maroc                      | 42                         |                         |    |                         |                         |
|  | Maroc                      | 42                         | Match pour la 24e place |    |                         |                         |
|  |                            |                            |                         |    |                         |                         |
|  | 27 juillet                 |                            |                         |    |                         |                         |
|  |                            |                            |                         |    |                         |                         |
|  | Chili                      | 36                         |                         |    |                         |                         |
|  | Chili                      | 36                         |                         |    |                         |                         |
|  | Burkina Faso               | 21                         |                         |    |                         |                         |
|  | Burkina Faso               | 21                         |                         |    |                         |                         |

## Classement final
Toutes les équipes sont classées à l'issue de matchs de classement. Le classement final est :
| Rang                      | Équipe          | J | G | N | P | Bp  | Bc  | Diff |
| ------------------------- | --------------- | - | - | - | - | --- | --- | ---- |
| Médaille d'or, monde      | Espagne         | 9 | 9 | 0 | 0 | 281 | 214 | +67  |
| Médaille d'argent, monde  | Danemark        | 9 | 6 | 0 | 3 | 294 | 265 | +29  |
| Médaille de bronze, monde | France          | 9 | 8 | 0 | 1 | 272 | 221 | +51  |
| 4e                        | Allemagne       | 9 | 7 | 0 | 2 | 286 | 226 | +60  |
|                           |                 |   |   |   |   |     |     |      |
| 5e                        | Hongrie         | 9 | 6 | 1 | 2 | 269 | 239 | +30  |
| 6e                        | Macédoine       | 9 | 5 | 0 | 4 | 256 | 239 | +17  |
| 7e                        | Tunisie         | 9 | 4 | 1 | 4 | 276 | 243 | +33  |
| 8e                        | Russie          | 9 | 3 | 1 | 5 | 258 | 253 | +5   |
|                           |                 |   |   |   |   |     |     |      |
| 9e                        | Slovénie        | 7 | 5 | 1 | 1 | 203 | 178 | +25  |
| 10e                       | Croatie         | 7 | 5 | 0 | 2 | 191 | 179 | +12  |
| 11e                       | Norvège         | 7 | 5 | 0 | 2 | 220 | 183 | +37  |
| 12e                       | Islande         | 7 | 4 | 0 | 3 | 224 | 181 | +43  |
| 13e                       | Argentine       | 7 | 3 | 1 | 3 | 172 | 171 | +1   |
| 14e                       | Algérie         | 7 | 2 | 2 | 3 | 158 | 159 | -1   |
| 15e                       | Suède           | 7 | 3 | 1 | 3 | 199 | 195 | +4   |
| 16e                       | Îles Féroé      | 7 | 2 | 0 | 5 | 172 | 206 | -34  |
|                           |                 |   |   |   |   |     |     |      |
| 17e                       | Égypte          | 7 | 3 | 0 | 4 | 193 | 215 | -22  |
| 18e                       | Brésil          | 7 | 3 | 0 | 4 | 205 | 174 | +31  |
| 19e                       | Corée du Sud    | 7 | 2 | 0 | 5 | 221 | 241 | -20  |
| 20e                       | Arabie saoudite | 7 | 1 | 0 | 6 | 173 | 223 | -50  |
| 21e                       | Qatar           | 7 | 2 | 0 | 5 | 172 | 193 | -21  |
| 22e                       | Maroc           | 7 | 1 | 0 | 6 | 141 | 194 | -53  |
| 23e                       | Chili           | 7 | 1 | 0 | 6 | 179 | 244 | -65  |
| 24e                       | Burkina Faso    | 7 | 0 | 0 | 7 | 117 | 296 | -179 |

## Statistiques et récompenses

### Équipe-type
L'équipe type du tournoi est composée des joueurs suivants :
- Meilleur joueur : Lasse Møller,  Danemark
- Meilleur gardien de but : Xoan Ledo,  Espagne
- Meilleur ailier gauche : Lukas Mertens,  Allemagne
- Meilleur arrière gauche : Lasse Møller,  Danemark
- Meilleur demi-centre : Mátyás Győri,  Hongrie
- Meilleur pivot : Magnus Saugstrup,  Danemark
- Meilleur arrière droit : Dika Mem,  France
- Meilleur ailier droit : Aleix Gómez,  Espagne

### Statistiques
| Rang | Joueur              | Equipe          | Buts | Tirs | %      |
| ---- | ------------------- | --------------- | ---- | ---- | ------ |
| 1    | Skander Zaid        | Tunisie         | 76   | 118  | 64,4 % |
| 2    | Lasse Møller        | Danemark        | 76   | 119  | 63,9 % |
| 3    | Aleix Gómez         | Espagne         | 55   | 76   | 72,4 % |
| 4    | Mátyás Győri        | Hongrie         | 49   | 75   | 65,3 % |
| 5    | Gal Marguč          | Slovénie        | 46   | 56   | 82,1 % |
| 6    | Kim Ji-hoon         | Corée du Sud    | 45   | 59   | 76,3 % |
| 7    | Anouar Ben Abdallah | Tunisie         | 45   | 79   | 57,0 % |
| 8    | Daniel Dujshebaev   | Espagne         | 44   | 76   | 57,9 % |
| 9    | Dimitri Santalov    | Russie          | 43   | 81   | 53,1 % |
| 10   | Mustafa Al-Olaiwat  | Arabie saoudite | 43   | 86   | 50,0 % |

| Rang | Joueur           | Equipe    | Arrêts | Tirs | %      |
| ---- | ---------------- | --------- | ------ | ---- | ------ |
| 1    | Julien Meyer     | France    | 120    | 322  | 37,3 % |
| 2    | Xoan Ledo        | Espagne   | 103    | 288  | 35,8 % |
| 3    | Simon Gade       | Danemark  | 99     | 316  | 31,3 % |
| 4    | Urh Kastelic     | Slovénie  | 94     | 258  | 36,4 % |
| 5    | Denis Zabolotin  | Russie    | 81     | 279  | 29,0 % |
| 6    | Khalifa Ghedbane | Algérie   | 80     | 236  | 33,9 % |
| 7    | Imre Pasztor     | Hongrie   | 76     | 211  | 36,0 % |
| 8    | Nicolás Parada   | Chili     | 74     | 243  | 30,5 % |
| 9    | Martin Tomovski  | Macédoine | 69     | 237  | 29,1 % |
| 10   | Joel Birlehm     | Allemagne | 67     | 197  | 34,0 % |
| ...  |                  |           |        |      |        |
| 39   | Mehdi Harbaoui   | France    | 20     | 39   | 51,3 % |

## Effectif des équipes sur le podium

### Champion du monde:Espagne
L'effectif de l'équipe d'Espagne, championne du monde, est :
- Javier González Teijón (GB)
- Xoan Manuel Ledo (GB)
- Josep Floques Ortiz
- Jaime Fernández (es)
- José María Márquez
- Daniel Dujshebaev
- Santiago López García
- Juan Muñoz de la Peña
- Francisco Castro Peña
- Rubén Rio Iglesias
- David Fernández Alonso
- Kauldi Odriozola
- Aleix Gómez
- Antonio Bazán Legasa
- Asier Nieto Marcos
- José Oliver Hernández

Entraîneur :
- Isidoro Martínez Martín

### Vice-champion du monde:Danemark
L'effectif de l'équipe du Danemark, vice-championne du monde, est :
- Simon Sejr Jensen (GB)
- Simon Gade (GB)
- Christian Olesen
- Lasse Nikolajsen
- Aaron Mensing
- Mads Kjeldgaard
- Lasse Møller
- Tobias Jorgensen
- Jonathan Wuertz
- Nikolaj Enderleit
- Jakob Mikkelsen
- Mathias Bitsch
- Sebastian Augustinussen
- Frederik Ladefoged
- Oliver Bondrop
- Magnus Sugstrup Jensen

Entraîneur :
- Morten Henriksen

### Troisième:France
L'effectif de l'équipe de France, troisième, est :
Remarques :
- Vincent Maguy a remplacé Junior Scott en cours de compétition.
- Ludovic Fabregas et Benoît Kounkoud n'ont pas été sélectionnés, le premier étant exempté après une longue saison (notamment avec la France A avec laquelle il est vice-champion olympique et championnat du monde) et le second sur blessure.